# Bilebal, Kundgol
Bilebal là một làng thuộc tehsil Kundgol, huyện Dharwad, bang Karnataka, Ấn Độ.